# محمد أحمد عبد الملك
محمد أحمد عبد الملك (مواليد 27 يناير 1993 في البحرين) هو لاعب كرة قدم بحريني يجيد اللعب في مركز الدفاع. يلعب حاليا لصالح المنامة الذي ينافس في الدوري البحريني الممتاز منذ 2011.
في 14 يونيو 2024 توصل مسؤولو نادي المنامة لاتفاق مع عبد الملك على تمديد التعاقد وأن الاتفاق جاء على تمديد التعاقد معه حتى نهاية موسم 2024/2025.